# Malaui en los Juegos Olímpicos de Múnich 1972
Malaui estuvo representado en los Juegos Olímpicos de Múnich 1972 por un total de 16 deportistas, 13 hombres y 3 mujeres, que compitieron en 3 deportes.
El portador de la bandera en la ceremonia de apertura fue el atleta Martin Matupi. El equipo olímpico malauí no obtuvo ninguna medalla en estos Juegos.